# Karya Maju (Belitang III)
Karya Maju is een bestuurslaag in het regentschap Ogan Komering Ulu van de provincie Zuid-Sumatra, Indonesië. Karya Maju telt 1495 inwoners (volkstelling 2010).